# Amarelo naftol S
Amarelo naftol S é um composto químico de fórmula Na2(C10H4SN2O8). É um corante.